# Corinna Lechner
Pour les articles homonymes, voir Lechner.
Corinna Lechner née le 10 août 1994 à Fürstenfeldbruck, est une coureuse cycliste allemande.

## Biographie
Elle suit une formation pour intégrer la police. En 2014, elle participe aux championnats du monde sur route.

## Palmarès sur route
- 2012
  -  Championne d'Allemagne du contre-la-montre juniors
  - 3e du championnat d'Allemagne sur route juniors
- 2015
  - 3e du championnat d'Europe du contre-la-montre espoirs
- 2018
  - 3e du championnat d'Allemagne sur route
- 2021
  - 3e étape du Tour de Feminin
  -  Médaillée d'argent du championnat d'Europe du relais mixte contre-la-montre
  - 3e du Tour de Feminin
- 2024
  - Gracia Orlová : 
    - Classement général
    - 1re étape

### Classements mondiaux
| Année                                 | 2014 | 2015 | 2016 | 2017 | 2018 | 2019 | 2020 | 2021 | 2022 | 2023  | 2024 |
| ------------------------------------- | ---- | ---- | ---- | ---- | ---- | ---- | ---- | ---- | ---- | ----- | ---- |
| Classement UCI                        | 517e | 422e | 240e | 309e | 310e | 786e | 649e | 252e | 755e | 1432e | 513e |
| UCI World Tour                        |      |      | 114e | 133e | 165e | nc   | nc   | nc   | nc   | nc    | nc   |
|                                       |      |      |      |      |      |      |      |      |      |       |      |
| Légende : nc = non classéSource : UCI |      |      |      |      |      |      |      |      |      |       |      |